# Романенко Прокіп Каленикович
Прокіп Каленикович Романенко (1906–1965) — новатор колгоспного виробництва, голова колгоспу «Ленінський шлях» Калинівського (нині Вінницького) району Вінницької області УРСР.
Двічі Герой Соціалістичної Праці (1952, 1958).

## Біографія
Народився 8 серпня (26 липня за старим стилем) 1906 року в селі Сосонка (зараз Вінницький район Вінницької області).
Член КПРС з 1938 року.
У 1930–1937 і 1944–1950 роках був головою сільської Ради. У 1950–1959 роках — голова колгоспу «Ленінський шлях» Калинівського (нині Вінницького) району Вінницької області. Під керівництвом Романенко П. К. колгосп щорічно отримував високі врожаї сільськогосподарських культур і домігся успіхів у розвитку тваринництва.
Помер 17 липня 1965 там же, де й народився.
Онук Прокопа Калениковича — Василь Васильович Захаревич — фермер, проживає на вулиці імені свого діда.

## Нагороди
Двічі Герой Соціалістичної Праці:
- 28.8.1952 — за високі врожаї насіння кок-сагиз;
- 26.2.1958 — за успіхи у розвитку сільського господарства.

Три Ордена Леніна.

## Пам'ять
Бюст Прокопа Калениковича Романенка встановлений у самому центрі села Сосонка. Його ім'ям також названа вулиця села.

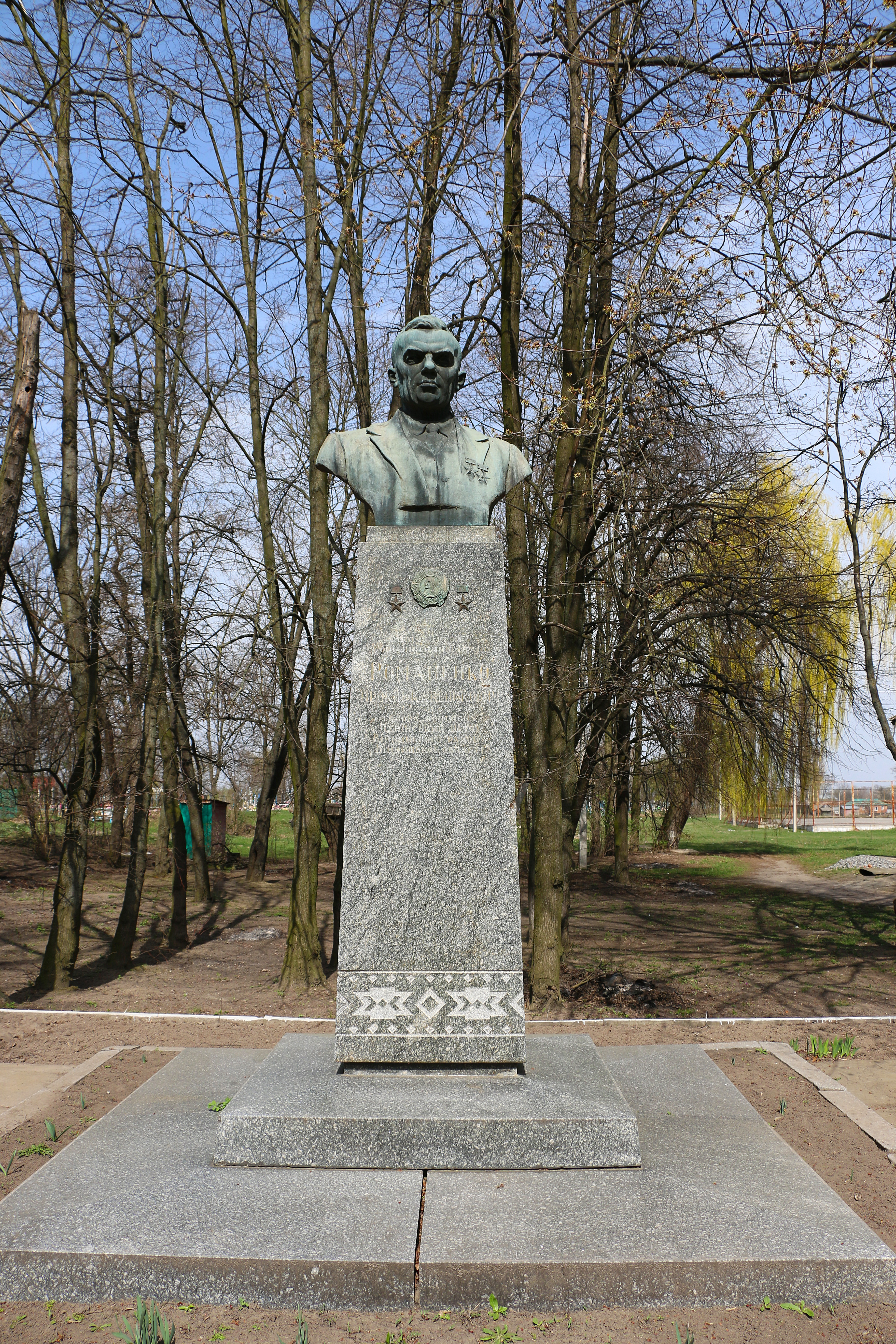
Пам'ятник у центрі села